# Port Jackson
Port Jackson – zatoka tworząca największy naturalny port na świecie, na brzegach której leży Sydney, znana popularnie jako Sydney Harbour (Zatoka Sydney).
Pierwszym Europejczykiem, który odkrył tę zatokę w 1770 był James Cook. W 1788  kapitan Arthur Phillip założył w tym miejscu pierwszą europejską kolonię w Australii, z której w późniejszym czasie powstało samo Sydney.
Zatokę przecina most Sydney Harbour Bridge (popularnie znany jako coathanger, czyli wieszak na ubranie), a na jej brzegu stoi gmach opery w Sydney.